# Eleni-Klaoudia Polak
Eleni-Klaoudia Polak (griechisch Ελένη-Κλαούντια Πόλακ, * 9. September 1996 in Athen) ist eine griechische Leichtathletin, die sich auf den Stabhochsprung spezialisiert hat.

## Sportliche Laufbahn
Erste internationale Erfahrungen sammelte Eleni-Klaoudia Polak im Jahr 2017, als sie bei den U23-Europameisterschaften in Bydgoszcz mit übersprungenen 4,20 m den elften Platz belegte. Im Jahr darauf gewann sie bei den Balkan-Hallenmeisterschaften in Istanbul mit 4,30 m die Silbermedaille und siegte dann bei den U23-Mittelmeermeisterschaften in Jesolo mit einer Höhe von 4,35 m. Im August gelangte sie bei den Europameisterschaften in Berlin bis ins Finale, scheiterte dort aber an der von ihr gewählten Anfangshöhe. 2019 siegte sie bei den Balkan-Hallenmeisterschaften in Istanbul mit einem Sprung über 4,40 m und schied anschließend bei den Halleneuropameisterschaften in Glasgow mit 4,50 m in der Qualifikation aus. Anfang September gewann sie bei den Balkan-Meisterschaften in Prawez mit 4,28 m die Silbermedaille. 2021 wurde sie dann bei den Halleneuropameisterschaften in Toruń mit 4,65 m Vierte. Im August nahm sie erstmals an den Olympischen Sommerspielen in Tokio teil, verpasste dort aber mit 4,40 m den Finaleinzug.
2022 siegte sie mit 4,35 m bei den Balkan-Hallenmeisterschaften in Istanbul und im Juni sicherte sie sich bei den Freiluftmeisterschaften in Craiova mit 4,50 m die Silbermedaille hinter ihrer Landsfrau Nikoleta Kyriakopoulou. Im Juli schied sie bei den Weltmeisterschaften in Eugene mit 4,35 m in der Qualifikationsrunde aus und verpasste dann bei den Europameisterschaften in München mit 4,40 m den Finaleinzug. Im Jahr darauf siegte sie mit 4,40 m bei den Weltmeisterschaften in Kraljevo und anschließend schied sie bei den Weltmeisterschaften in Budapest mit 4,35 m in der Vorrunde aus. 2024 gewann sie bei den Balkan-Hallenmeisterschaften in Istanbul mit 4,30 m die Silbermedaille hinter der Ukrainerin Jana Hladijtschuk und im Mai siegte sie bei den Freiluft-Balkan-Meisterschaften in Izmir mit Meisterschaftsrekord von 4,60 m. Kurz darauf verpasste sie bei den Europameisterschaften in Rom mit 4,40 m den Finaleinzug.
Bei den Olympischen Spielen 2024 in Paris startete sie in der Qualifikation, wurde danach allerdings vorläufig gesperrt, weil ihr Dopingtest einen ungünstigen analytischen Befund hatte.
In den Jahren 2020 und 2022 wurde Polak griechische Meisterin im Stabhochsprung im Freien sowie von 2017 bis 2021 auch in der Halle.